# Komitat Pressburg
Das Komitat Pozsony, auch Komitat Pressburg genannt (ungarisch Pozsony vármegye, slowakisch Prešpurská stolica/župa oder Prešpurský komitát, deutsch auch Pressburger Gespanschaft lateinisch comitatus Posoniensis), war eine Verwaltungseinheit im Nordwesten des Königreichs Ungarn. Verwaltungssitz war zuletzt Pozsony (Pressburg, das heutige Bratislava).
Das Gebiet liegt heute, bis auf einen kleinen Streifen entlang der Donau, größtenteils in der Westslowakei.

## Geographie und Allgemeines

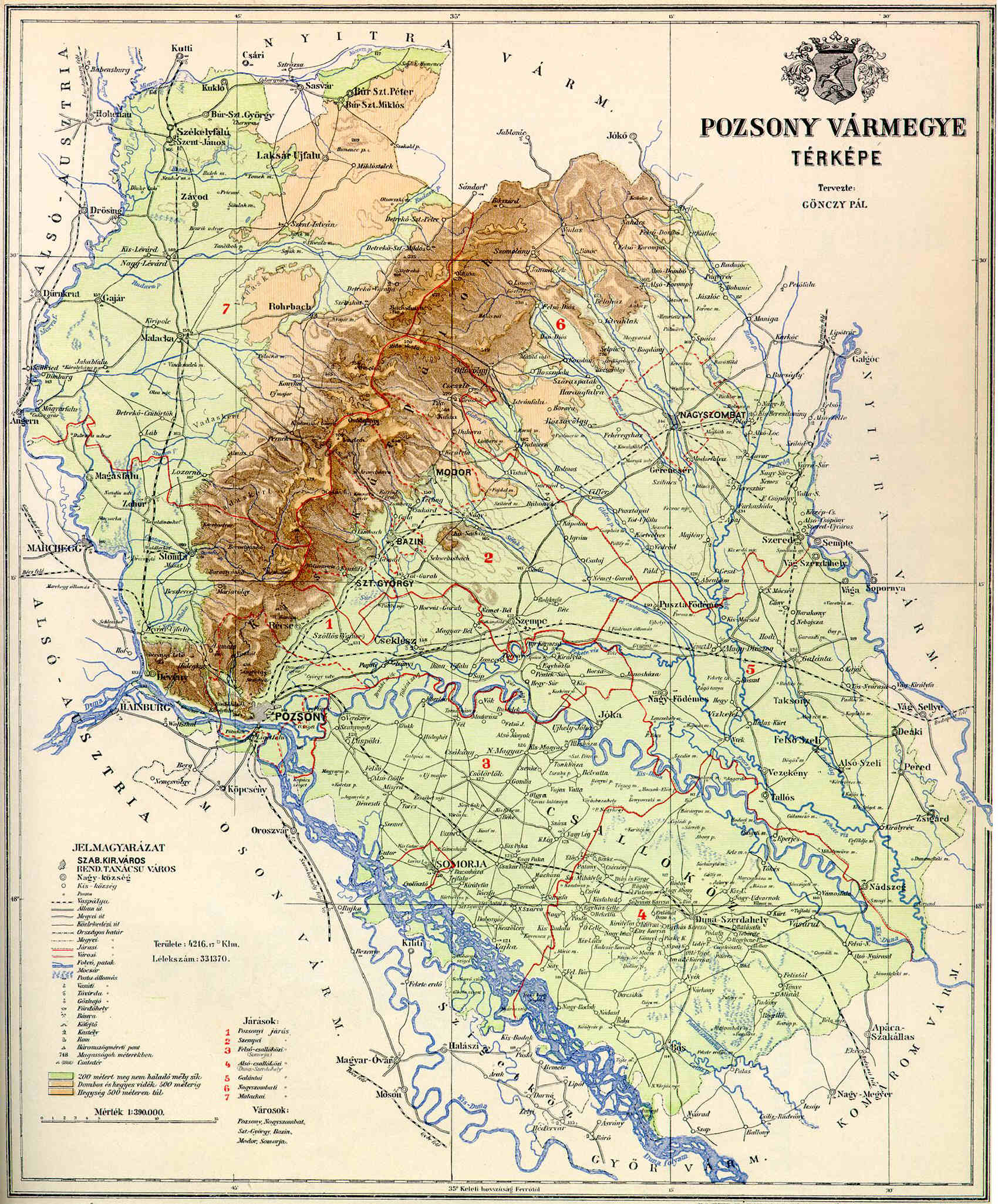
Karte des Komitats Pozsony um 1890

Das Komitat Pressburg grenzte im Westen an das österreichische Kronland Niederösterreich, im Osten und Norden an das Komitat Neutra (Nyitra), im Südosten an das Komitat Komorn (Komárom), im Süden an das Komitat Raab (Győr) und im Südwesten an das Komitat Wieselburg (Moson). Es wurde im Westen durch die March, im Süden durch die Donau und im Osten durch die Waag begrenzt. 1910 hatte das Komitat 389.750 Einwohner auf einer Fläche von 4370 km².
Die Bezeichnungen des Komitats änderten sich mit dem Namen der Zentralstadt (siehe dort). Um 1900 lauteten die Bezeichnungen Pozsony vármegye auf Ungarisch, Pressburger Gespanschaft/Komitat Pressburg auf Deutsch und Prešpurská župa auf Slowakisch.

## Verwaltungssitze
Verwaltungssitze des Komitats Pressburg waren ursprünglich die Burg Pressburg und der südöstlich von Pressburg gelegene Ort Sommerein (Somorja), ab dem 18. Jahrhundert dann die Stadt Pressburg (Pozsony).

## Geschichte
Eine Art Vorgänger des Komitats Pressburg existierte schon im 9. Jahrhundert während der Herrschaft Großmährens über dieses Gebiet. Nachdem Pressburg ab 907 ein Teil des Königreichs Ungarn geworden war, entstand um das Jahr 1000 herum das ungarische Komitat. Es war eines der ersten, das im damaligen ungarischen Reich entstand, und es erstreckte sich ungefähr über die heutigen Landschaftsverbände von Bratislava und Trnava. Begünstigt durch die Lage der Stadt Pressburg und die Nähe zu Wien war das Komitat bis ins späte 18. Jahrhundert immer eine der reichsten und fortschrittlichsten des Königreichs. Im 18. und 19. Jahrhundert bestand die Bevölkerung im Wesentlichen aus Deutschen (in und um Pressburg herum und in den Kleinen Karpaten), aus Slowaken (hauptsächlich im Norden), aus Ungarn (hauptsächlich im Süden entlang der Donau) und aus Kroaten (in den Vororten Pressburgs – vor allem östlich und südlich der Stadt).
Nachdem Pozsony am 1. Januar 1919 von tschechoslowakischen Truppen besetzt wurde und durch den Vertrag von Trianon 1920 zur Tschechoslowakei kam, blieb das Komitat als Bratislavská župa bis zum Jahr 1927 bestehen, wobei aber die Kompetenzen dieses Verwaltungsgebietes völlig verschieden zu den vorherigen waren und auch die Grenzen 1923 geringfügig verändert wurden. Ein sehr kleiner Teil südlich des Ortes Šamorín rechts der Donau verblieb bei Ungarn und wurde Teil des Komitats Győr, Moson és Pozsony (ab 1945 Komitat Győr-Moson und nach der großen Komitatsreform 1950 bis heute Komitat Győr-Moson-Sopron).
1938 bis 1945 war die südöstliche Hälfte des ehemaligen Komitats Pressburg aufgrund des Ersten Wiener Schiedsspruchs von Ungarn besetzt. Der Teil südlich der Kleinen Donau kam so zum Komitat Komorn, ein kleiner Landstreifen nördlich der Kleinen Donau, der ebenfalls an Ungarn gefallen war, wurde Bestandteil des neu erschaffenen ungarischen Komitats Nyitra-Pozsony mit der Hauptstadt Nové Zámky (ungarisch Érsekújvár).
Während der Unabhängigkeit der Slowakei in den Jahren 1939 bis 1945 wurde 1940 im slowakischen Teil die Verwaltungseinheit Bratislavská župa wiedererrichtet. Nach dem Krieg wurde die Tschechoslowakei wiederhergestellt und 1993 wieder aufgelöst.
Das Gebiet des Komitats wurde chronologisch wie folgt administrativ eingegliedert:
- 1918–1928: Bratislavská župa (Bratislavaer Gespanschaft), CS
- 1928–1939: Slovenská krajina/zem (Slowakisches Land), CS
- 1938–1945: Nyitra és Pozsony k.e.e. vármegye (vorläufig vereint verwaltete Komitate Neutra und Preßburg), H (südlicher Teil)
- 1940–1945: Bratislavská župa (Bratislavaer Gespanschaft), SK (nördlicher Teil)
- 1945–1948: Slovenská krajina (Slowakisches Land), CS
- 1949–1960: Bratislavský kraj (Bratislavaer Landschaftsverband – mit dem heutigen nicht zu verwechseln), CS
- 1960–1990: Západoslovenský kraj (Westslowakischer Landschaftsverband) + seit 1969/1971 Bratislava, Hauptstadt der Slowakischen Sozialistischen Republik, CS
- seit 1996: Bratislavský kraj (Bratislavaer Landschaftsverband) + Trnavský kraj (Tyrnauer Landschaftsverband), SK

## Bezirksunterteilung

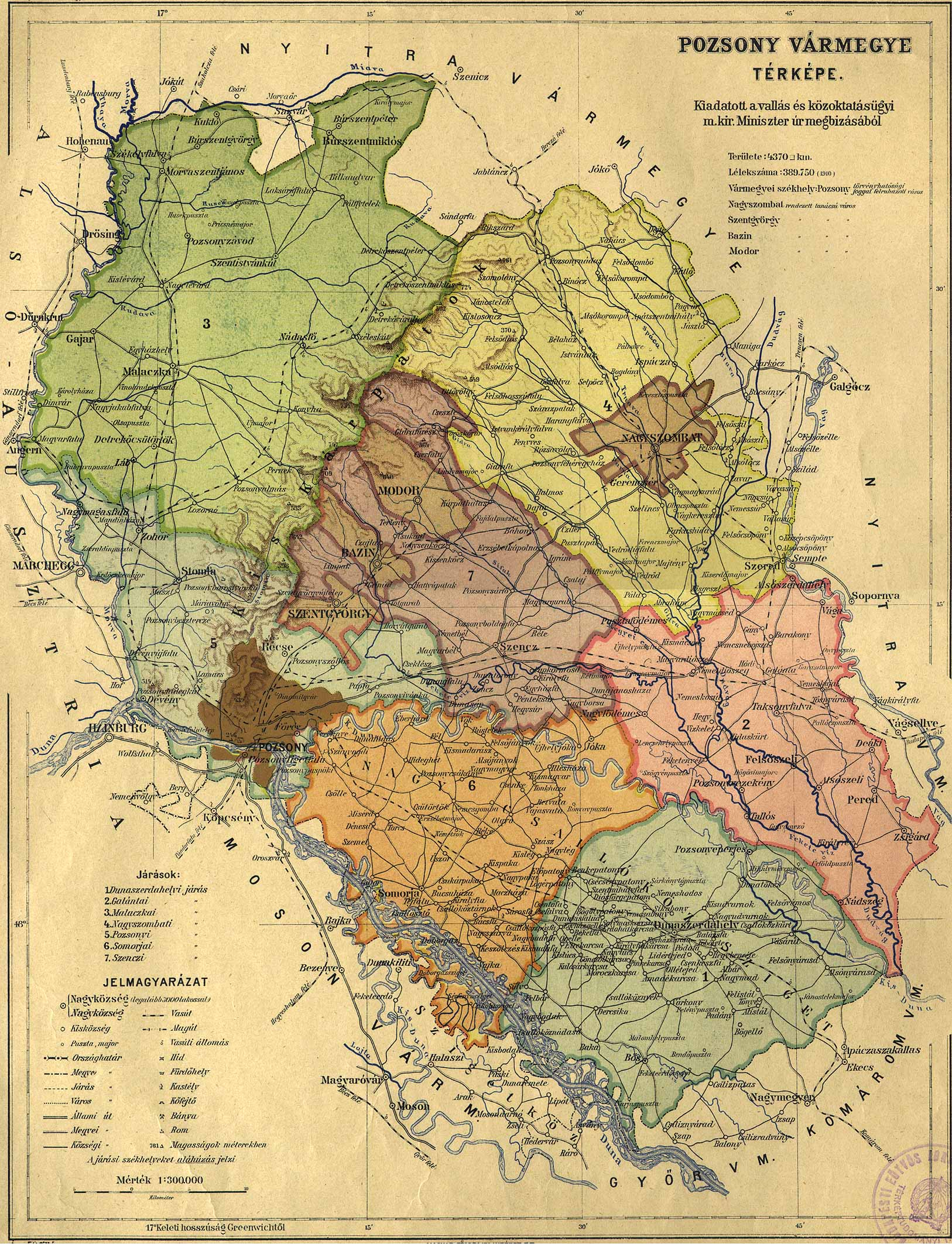
Karte der Stuhlbezirke

Im frühen 20. Jahrhundert bestanden folgende Stuhlbezirke (nach dem Namen des Verwaltungssitzes benannt):
| Stuhlbezirke (járások)                   | Stuhlbezirke (járások)                |
| Stuhlbezirk                              | Verwaltungssitz                       |
| ---------------------------------------- | ------------------------------------- |
| Dunaszerdahely                           | Dunaszerdahely, heute Dunajská Streda |
| Galánta                                  | Galánta, heute Galanta                |
| Malacka                                  | Malacka, heute Malacky                |
| Nagyszombat                              | Nagyszombat, heute Trnava             |
| Pozsony                                  | Pozsony, heute Bratislava             |
| Somorja                                  | Somorja, heute Šamorín                |
| Szenc                                    | Szenc, heute Senec                    |
| Stadtkreis (törvényhatósági jogú város)  |                                       |
| Pozsony, heute Bratislava                |                                       |
| Stadtbezirke (rendezett tanácsú városok) |                                       |
| Bazin, heute Pezinok                     |                                       |
| Modor, heute Modra                       |                                       |
| Nagyszombat, heute Trnava                |                                       |
| Szentgyörgy, heute Svätý Jur             |                                       |